# شیخ محمد کاظم مجتهد
شیخ محمد کاظم مجتهد از واعظان منطقه تربت حیدریه بود، که در دوره نخست بعنوان نماینده تربت حیدریه در مجلس شورای ملی حضور داشت.